# Federal Cartridge

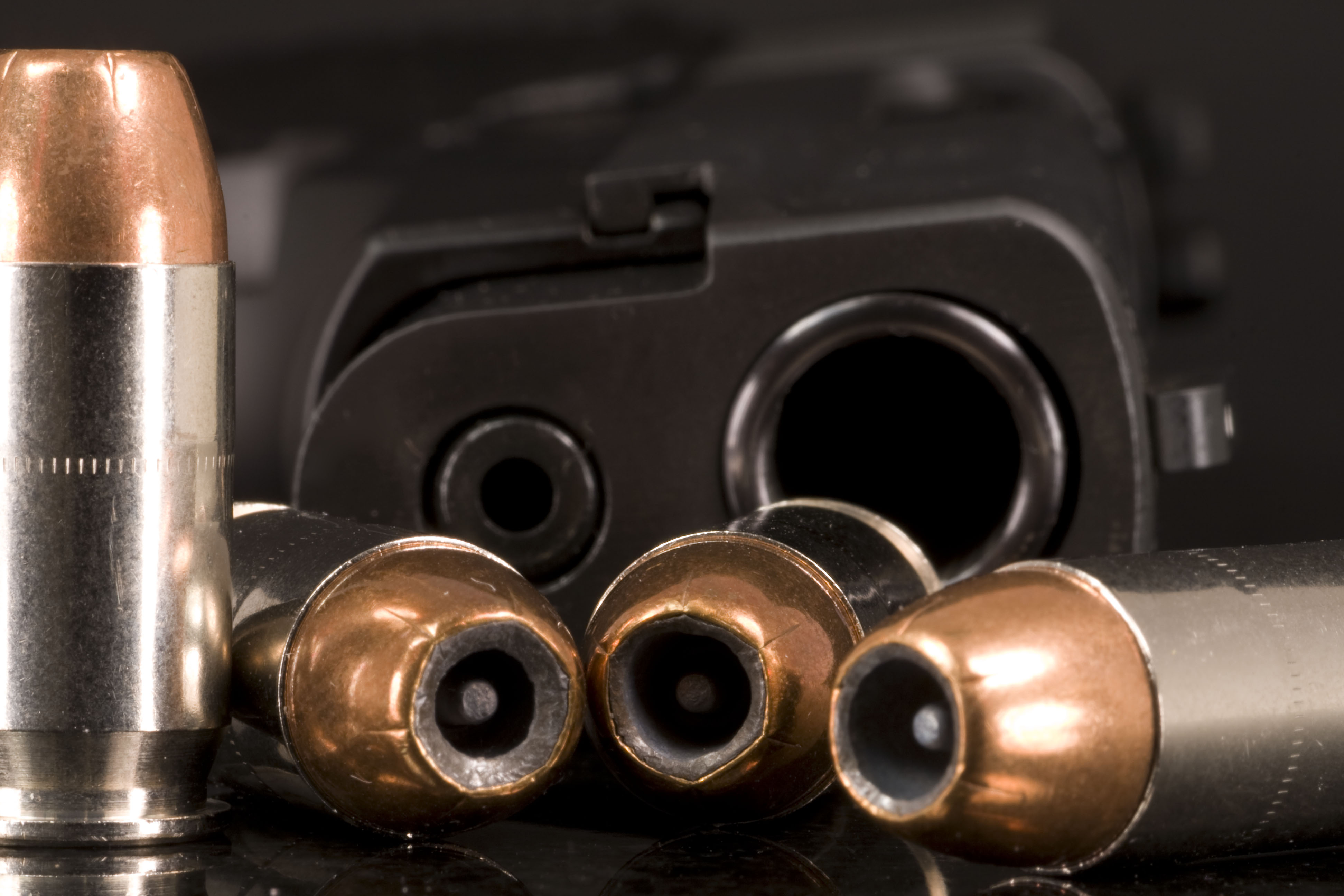
Teilmantelgeschosse von Federal

Die Federal Cartridge Company ist ein amerikanischer Munitions- und Waffenhersteller im Besitz von Vista Outdoor. Der Sitz des Unternehmens befindet sich in Anoka, rund 34 Kilometer nordwestlich von Minneapolis, Minnesota. Es werden etwa 1.000 Mitarbeiter beschäftigt.

## Geschichte
Gegründet wurde die Federal Cartridge Company im Jahr 1916 durch die Brüder Harry und Lewis Sherman als Federal Cartridge and Bicycle Company. Sie begannen mit der Produktion von Munition und Fahrrädern. Ein Jahr später organisierten die Sherman-Brüder das Unternehmen um und firmierten ab diesem Zeitpunkt als Federal Cartridge Company. Aufgrund von internen Problemen, einem ineffektiven Vertrieb und Marketingproblemen schlossen die Brüder 1920 das Unternehmen. Zwei Jahre später, am 27. April 1922, übernahm Charles L. Horn die Führung der Federal Cartridge Company.
Die folgenden Jahrzehnte waren geprägt durch Wachstum und die Ausweitung des Produktportfolios des Unternehmens. Während des Zweiten Weltkriegs gewann Federal Cartridge Company einen 87 Millionen Dollar-Kontrakt, mit dessen Hilfe in New Brighton ein neues Werk Twin Cities Ordnance Plant errichtet wurde. Nach dem Zweiten Weltkrieg wurden in dem Werk Munition für den Korea- und Vietnamkrieg hergestellt.
Im Jahr 1985 wurde Federal Cartridge an private Investoren verkauft. Diese verkauften drei Jahre später, 1988, Federal Cartridge für 175 Millionen Dollar an Pentair Inc. 1992 verdrängte Federal Cartridge Remington Arms vom zweiten Platz der Munitionsproduzenten im Bereich der kleinkalibrigen Munition. Nach neun Jahren Zugehörigkeit zu Pentair Inc. wurde Federal Cartridge 1997 an das Unternehmen Blount International für 112 Millionen Dollar weiterverkauft. Die Eigentümer von Blount International verkauften zwei Jahre später das gesamte Unternehmen an Lehman Brothers Merchant Banking. 2001 übernahm Alliant Techsystems Federal Cartridge und weitere Unternehmen aus dem Portfolio von Lehmann Brother Merchant Banking und formte daraus den Geschäftsbereich ATK Security and Sporting. 2015 wurde dieser Geschäftsbereich unter dem Namen Vista Outdoor eigenständig. Seit 2002 wird Munition unter dem Namen Federal Premium Ammunition vertrieben.

## Logo und Marken
Die Logofarben von Federal Premium Ammunition sind Gold (PANTONE Metallic wahlweise 872 C oder U; alternativ PANTONE 126 C oder 125 U) und schwarz (Pantone wahlweise Process Black C oder U; alternativ PANTONE Black C oder U). Für die Reproduktion des Logos gibt es eine ausführliche Anwendungsbeschreibung.
Federal Cartridge verfügt über ein umfangreiches Markenportfolio. Zurzeit sind 115 Marken registriert.